# Theodor Kittelsen
Pour les articles homonymes, voir Kittelsen.
Theodor Severin Kittelsen, né le 27 avril 1857 à Kragerø et mort le 21 janvier 1914 à Jeløy (en), est un peintre, dessinateur et illustrateur norvégien.

## Enfance

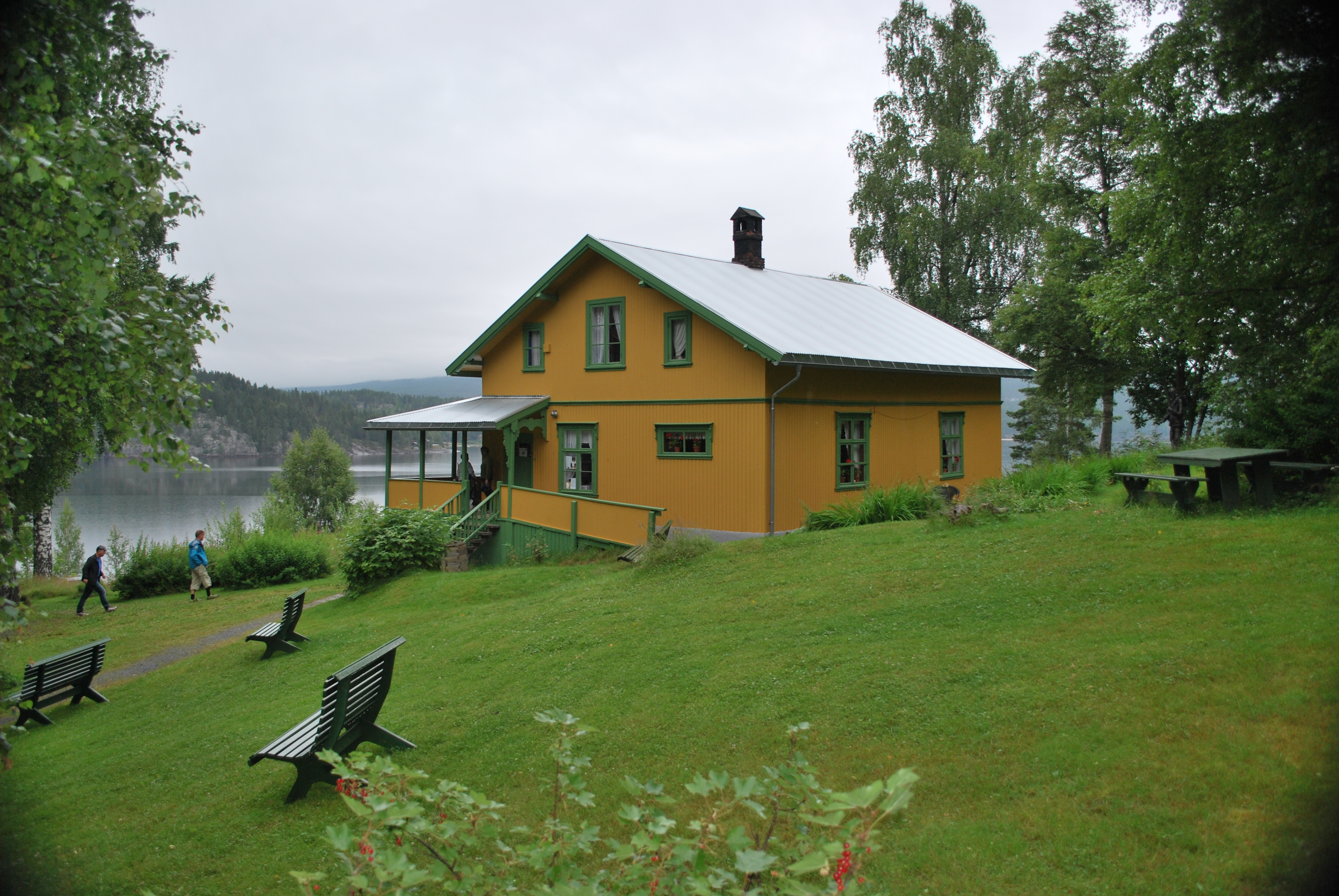
Maison du peintre.

Theodor Kittelsen naquit en 1857 à Kragerø, le deuxième de huit enfants. Son père était marchand, mais l'économie familiale périclita à la mort de ce dernier, lorsque Theodor avait 11 ans. L'enfant dut commencer un apprentissage d'horloger à Kragerø, puis de peintre à Kristiania. Il s'enfuit, mais reprit un apprentissage d'horloger à Arendal chez l'horloger allemand Stein.
C'est là que Kittelsen rencontra son bienfaiteur, le marchand d'art Diderich Maria Aall. Aall comprit que l'enfant était doué et organisa une collecte de fonds pour lui payer une éducation artistique. Theodor eut de bons contacts avec son bienfaiteur, même après que ce dernier fut parti pour Kristiania.

## Formation
En 1874, Kittelsen commença le dessin à l'école de Wilhelm von Hannos, et suivit en parallèle les cours du soir de Tegneskolen, l'« École de Dessin » créée en 1818 et qui joua un rôle important pour le milieu artistique en Norvège au XIXe siècle, non seulement pour la formation mais aussi pour l'organisation d'expositions et de rencontres. Le sculpteur Julius Middelthun (en) y fut son professeur.
En 1876, il partit pour l'Académie Royale de Munich où il suivit les cours de Wilhelm von Lindenschmit le Jeune (en) et Ludwig von Löfftz, et rencontra Erik Werenskiold, Eilif Peterssen, Gerhard Munthe, Wilhelm Peters, Skredsvig, Harriet Backer et Kitty Kielland, et se lia particulièrement à Werenskiold et Skredsvig.
Il y resta 3 ans.

## Œuvre
Il a illustré les contes d'Asbjørnsen et Moe avec Werenskiold (1883-1887). Kittelsen est particulièrement connu pour ses illustrations de troll.

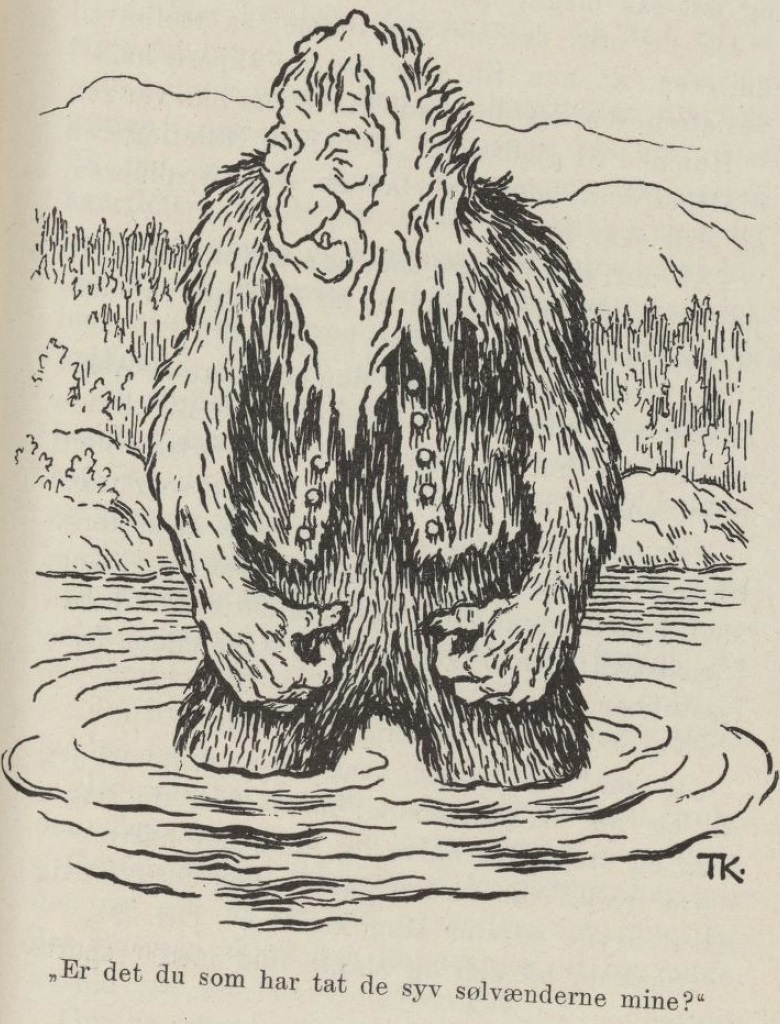
Les dessins de trolls de Theodor Kittelsen ont en grande partie influencé la façon dont nous nous représentons les trolls.

Il s'est principalement inspiré de contes et de mythes, mais a aussi peint des images réalistes comme Streik (1879).

## Postérité
Des groupes de la scène black metal norvégienne comme Burzum ou Satyricon ont repris certaines illustrations de Kittelsen pour les pochettes de leurs albums.

## Peintures et dessins

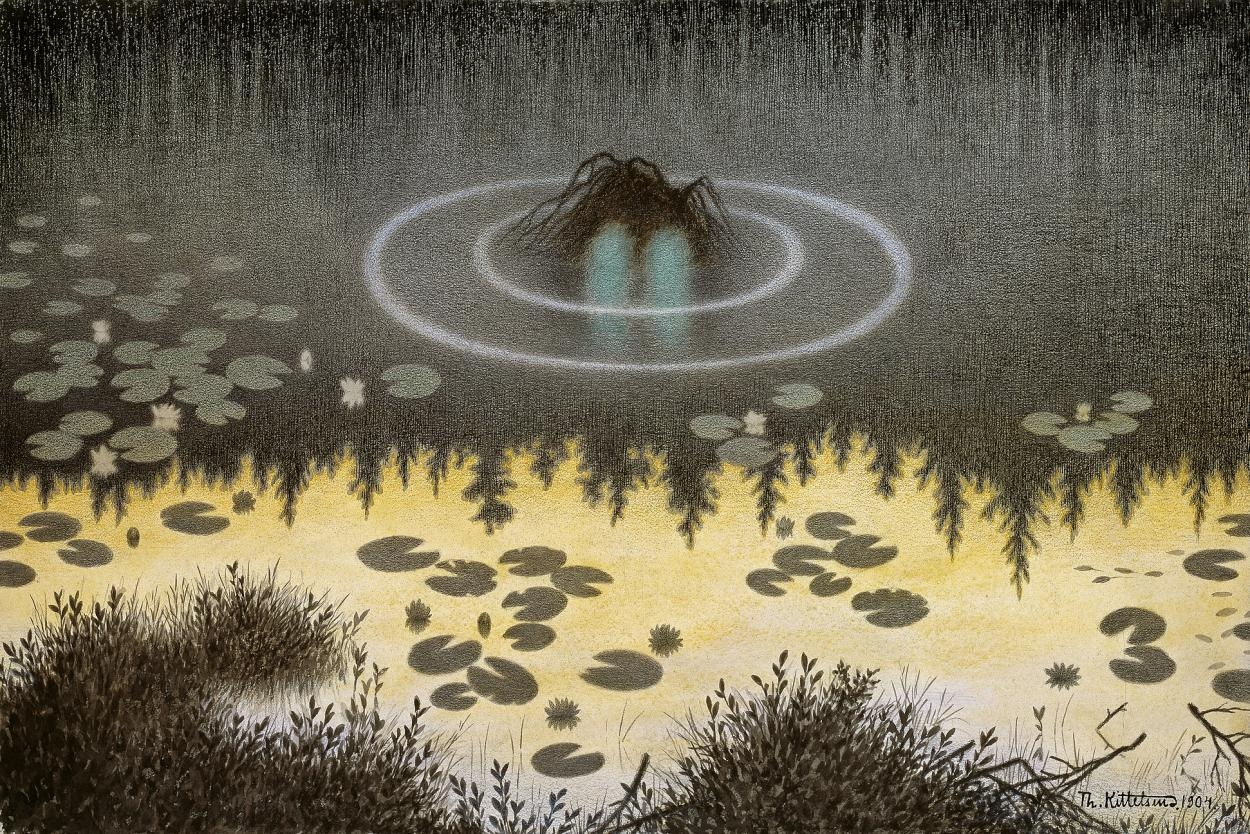
Nøkken, 1887-92 (L'esprit de l'eau)
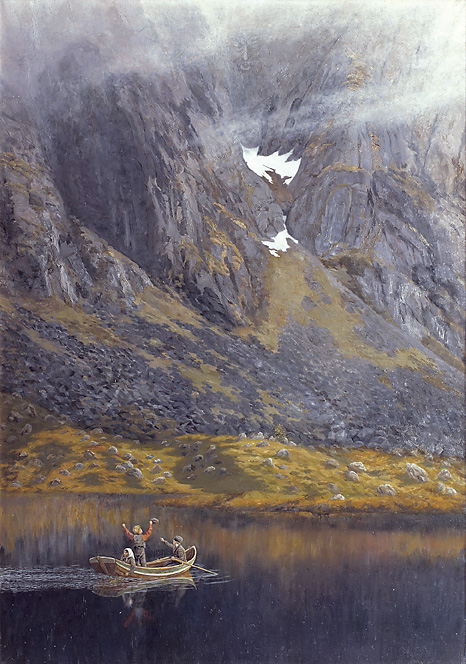
Ekko 1888, (Echo)
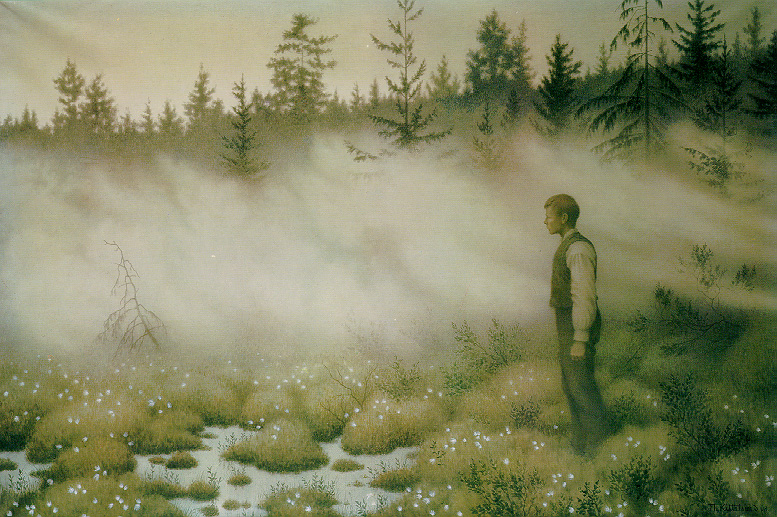
Huldra forsvant (La fée qui a disparu)
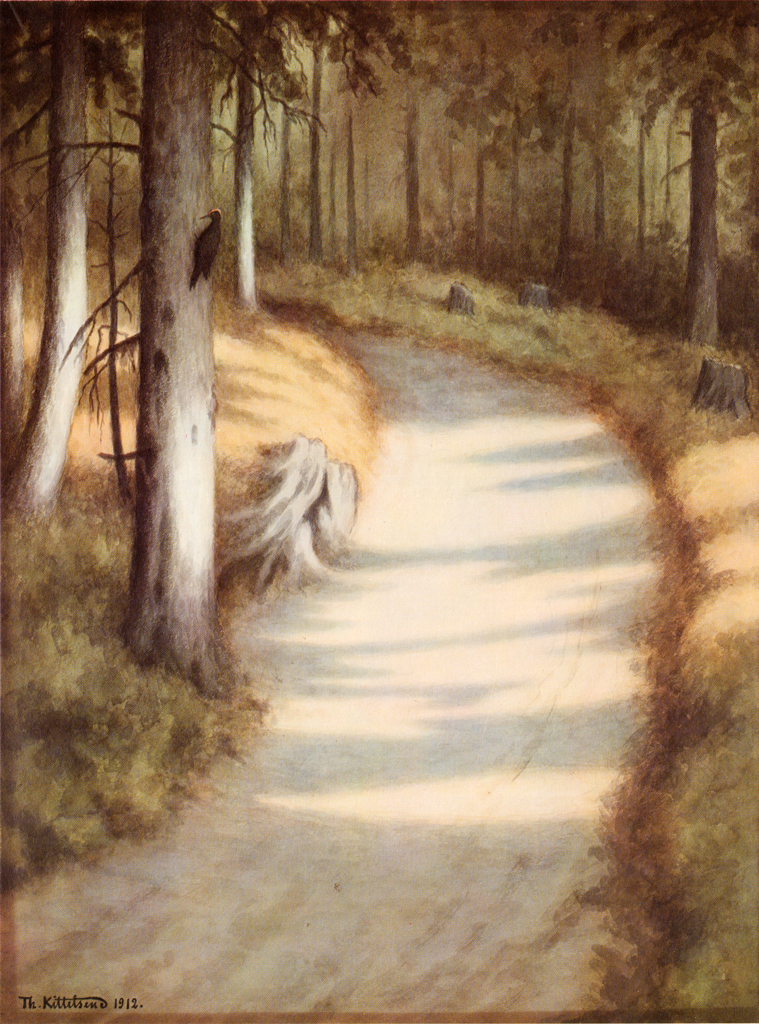
Hakkespett, 1912 (Picidae)
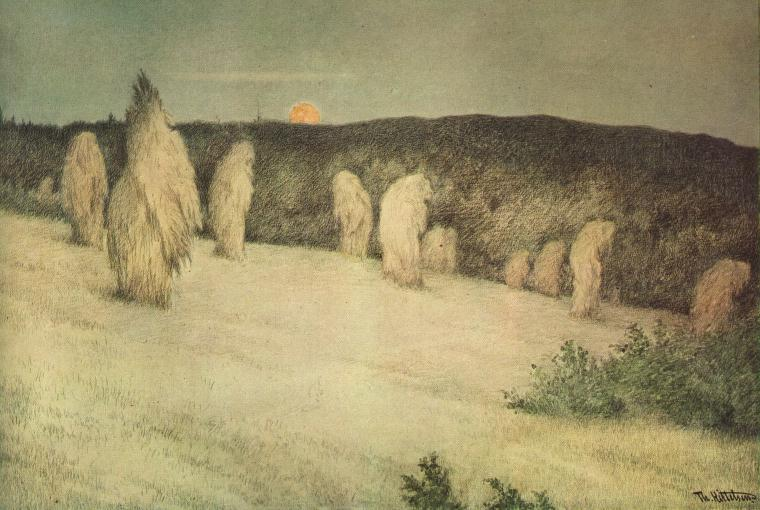
Kornstaur i måneskinn, ca. 1900 (Rouleau de maïs au clair de lune)
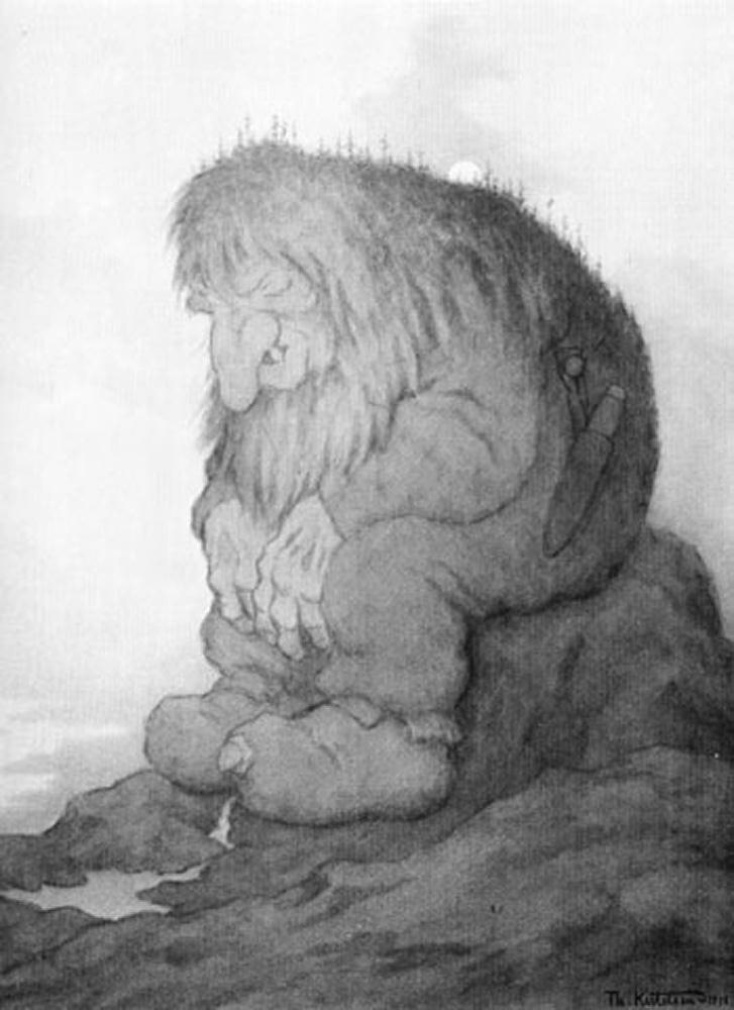
Trollet som grunner på hvor gammelt det er, 1911 (Troll se demande quel âge il a)
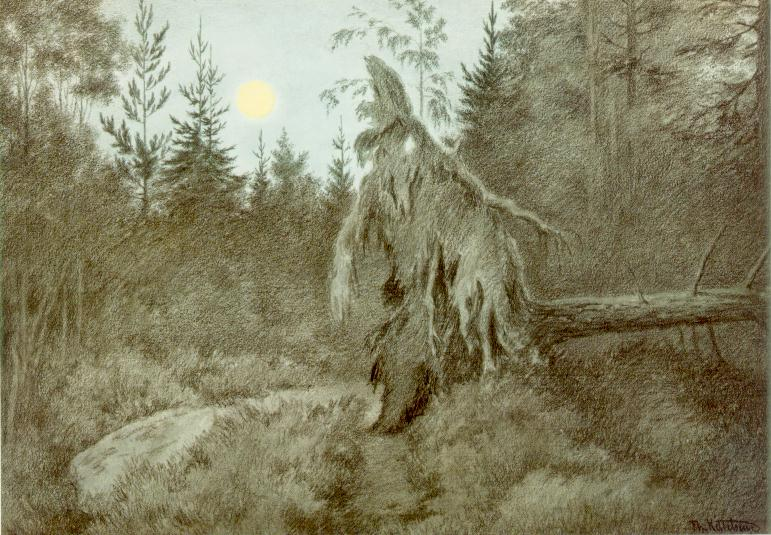
Det rusler og tusler rasler og tasler, 1900 (Inquiétant, rampant, bruissant, tumultueux)
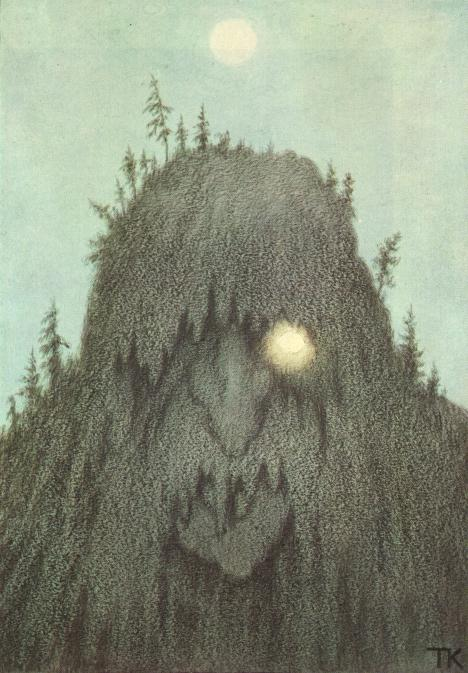
Skogtroll, 1906 (Forêt troll)
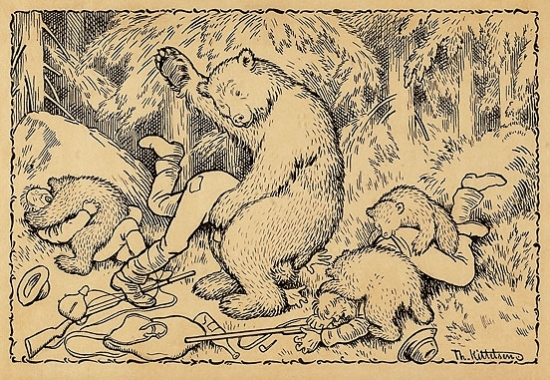
En uheldig bjørnejakt. (Une malheureuse chasse à l'ours)
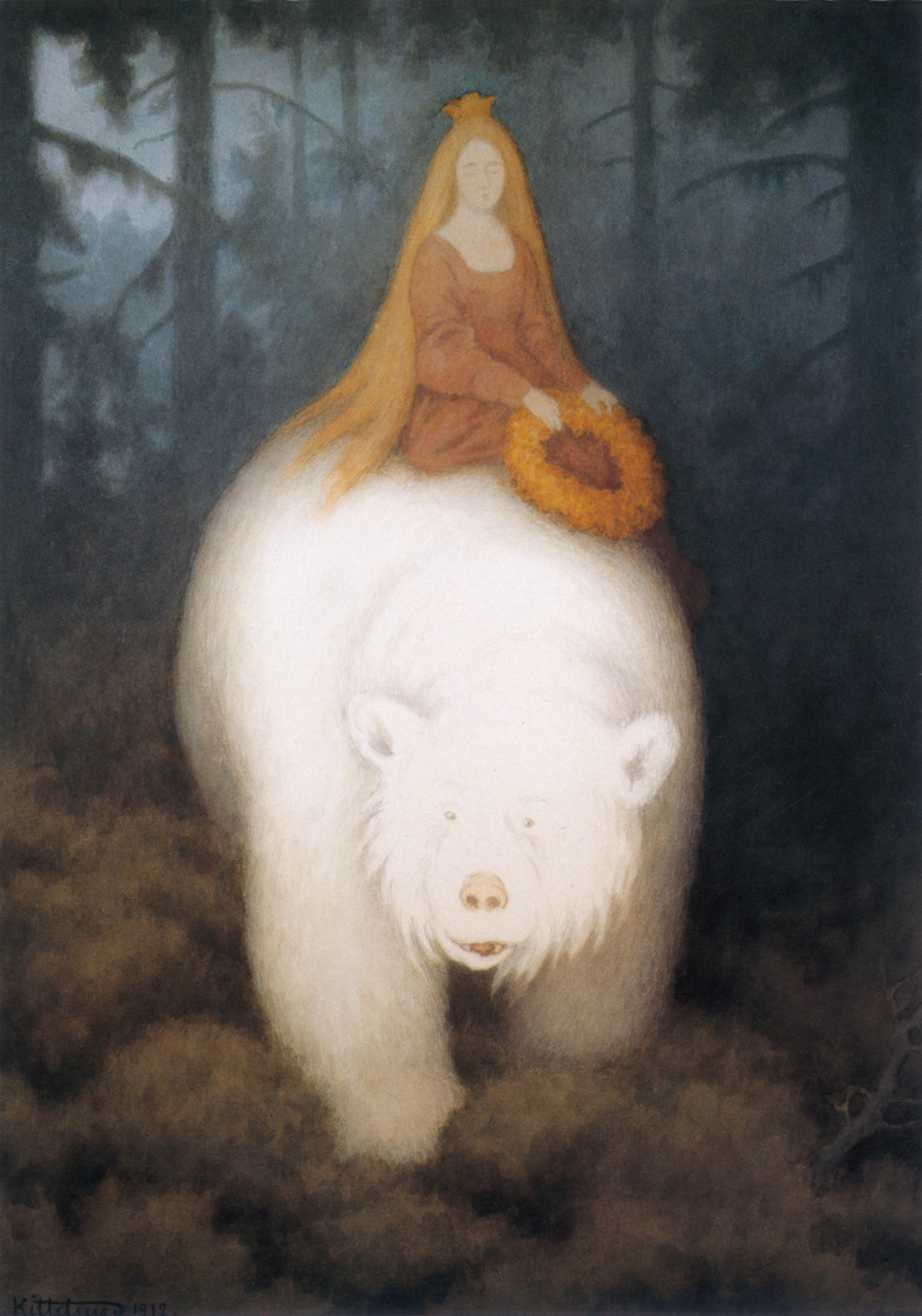
Kvitebjorn - Kong Valemon, 1912  (Le roi ours polaire)
Op under Fjeldet toner en Lur , 1900 (Là-haut sur les collines retentit un lur)
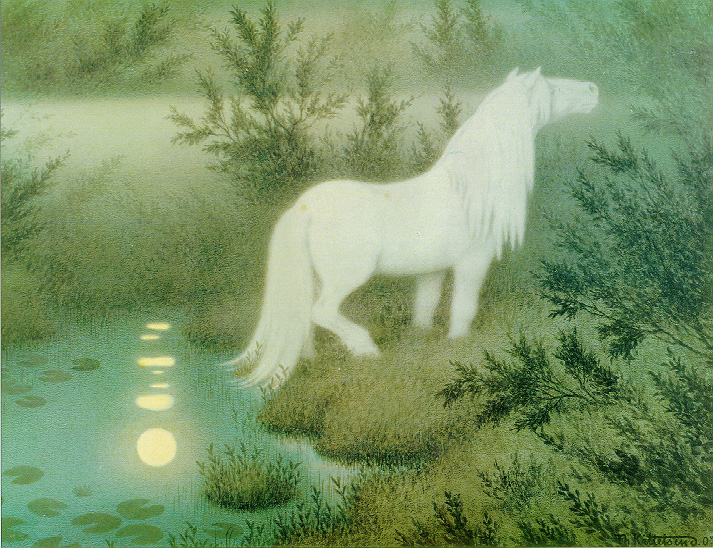
noekken som hvit hest, 1909 (Nix sur un cheval du ruisseau)
Juletroll , 1907 (Troll de Noël)
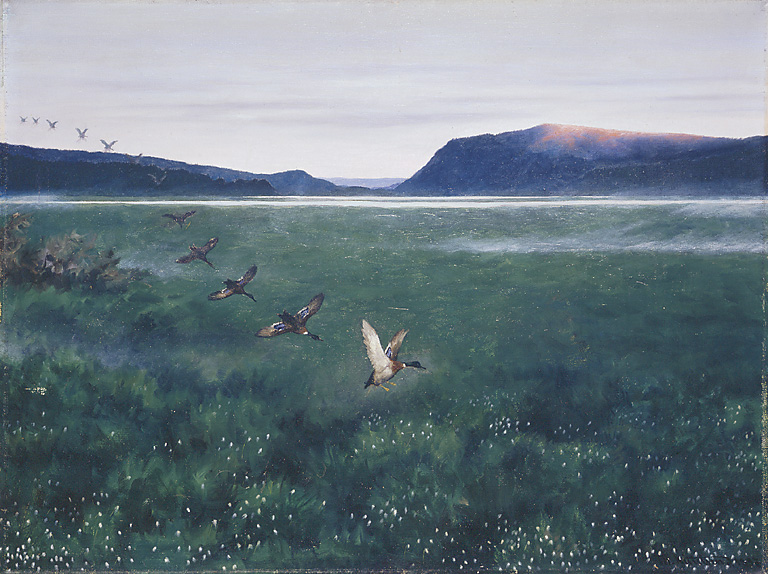
12 villender,1897 (Les 12 canards sauvages)
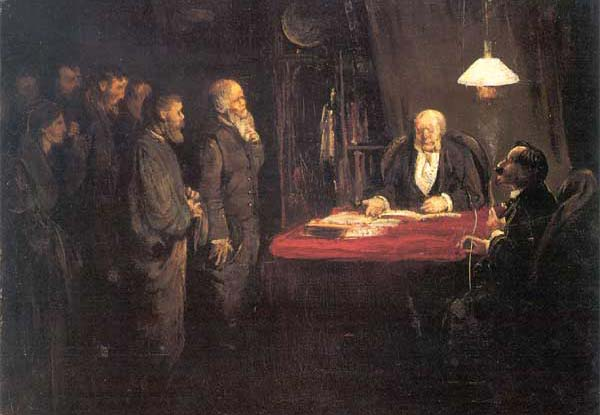
Streik, 1879 (Une action de grève)
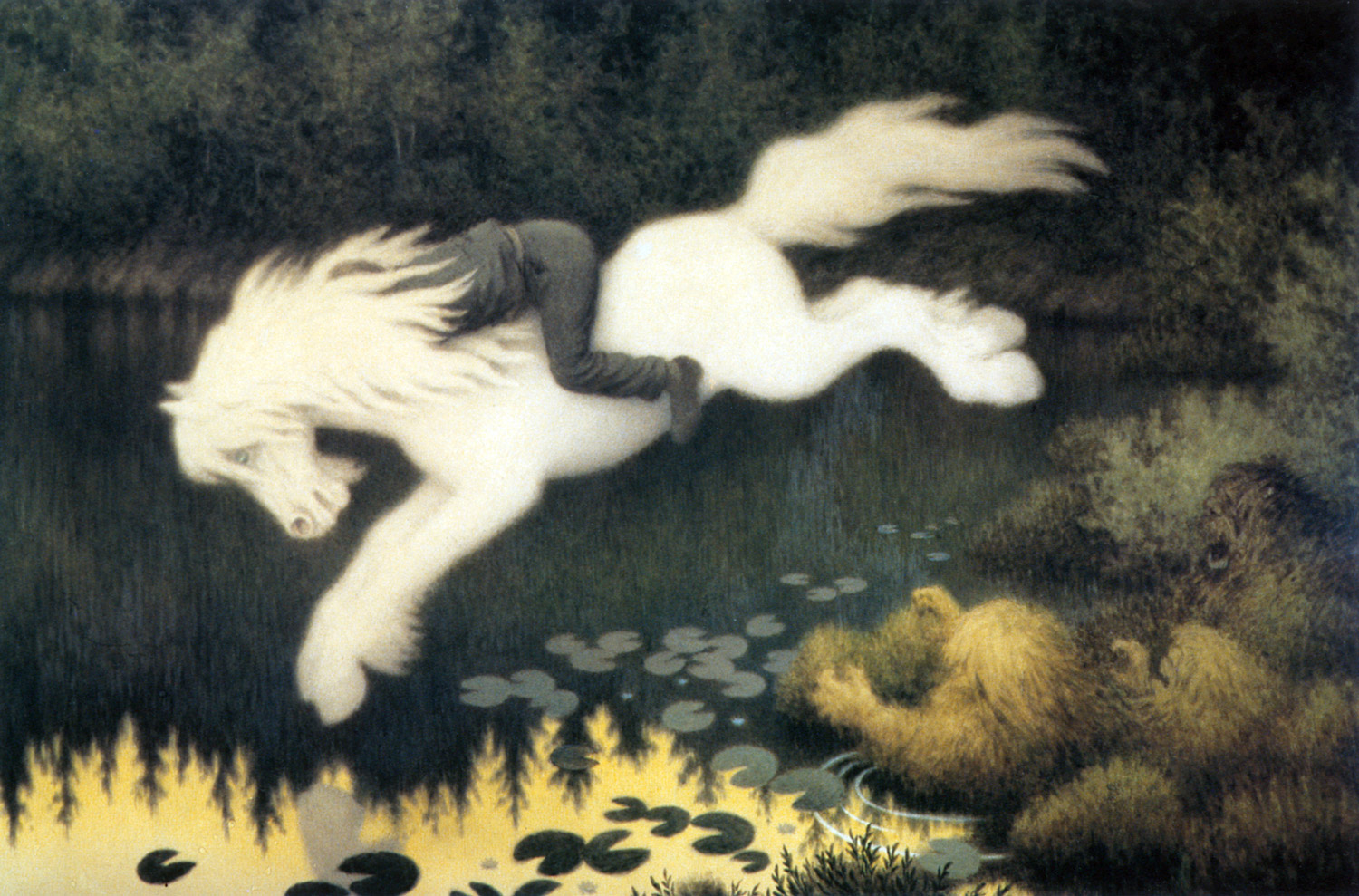
Gutt på hvit hest (Garçon sur le cheval blanc)

### Illustrations pourSvartedauen(La Mort noire)

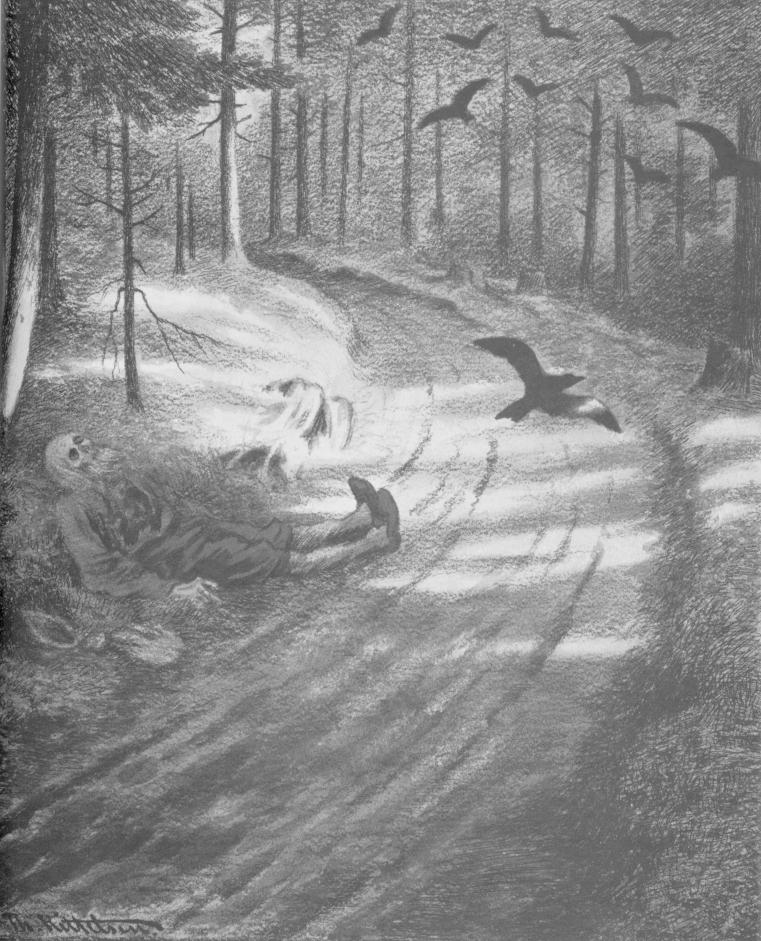
Fattigmannen, 1894-95 (La pauvreté)
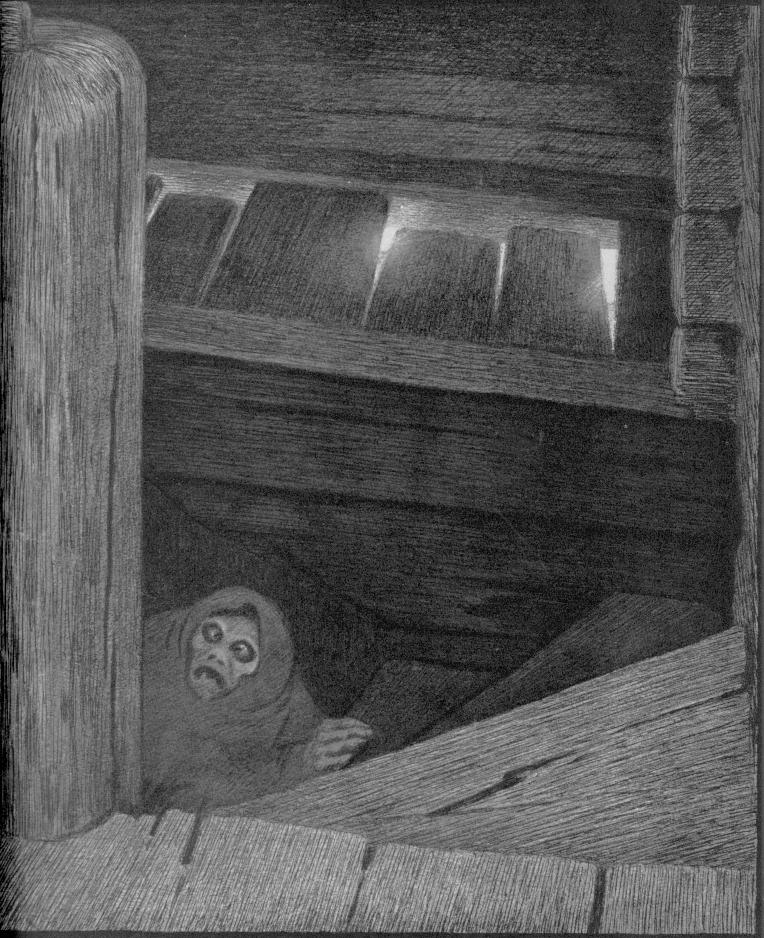
Pesta i trappen, 1896 (La peste dans l'escalier)
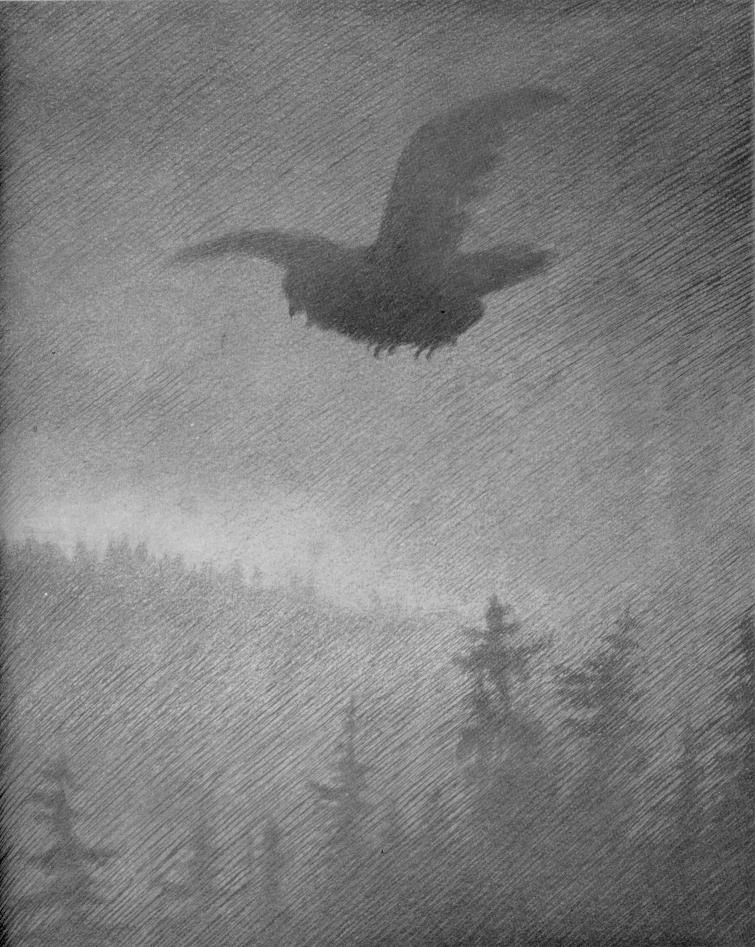
Pesta Kommer, 1894-95 (La peste arrive)
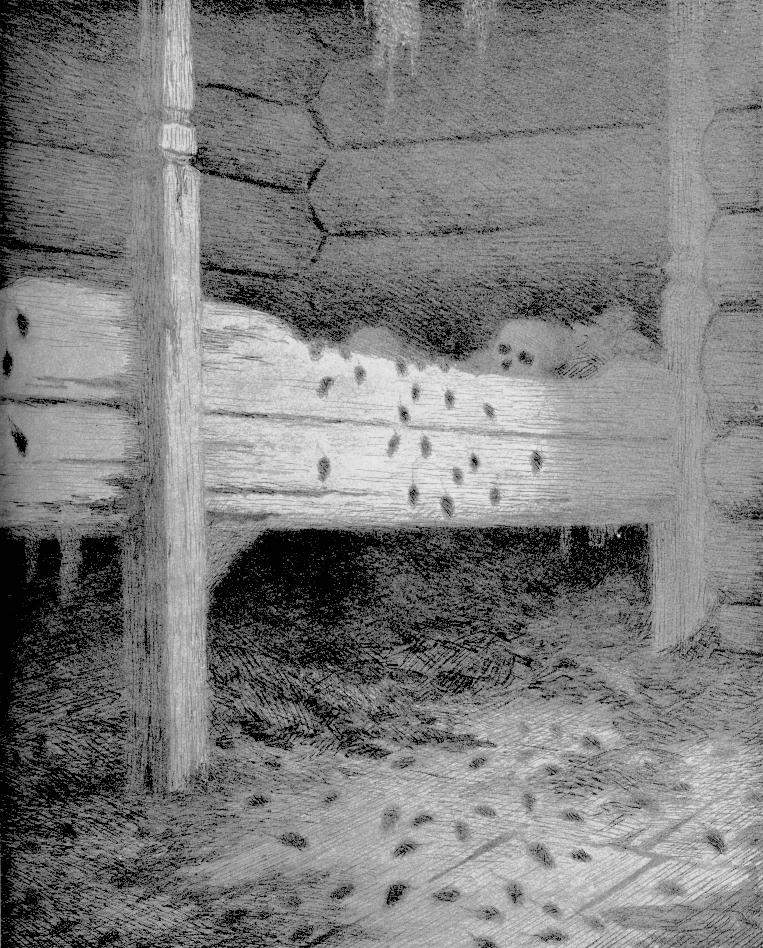
Musstad, 1896